# St. Pankratius (Groß Förste)

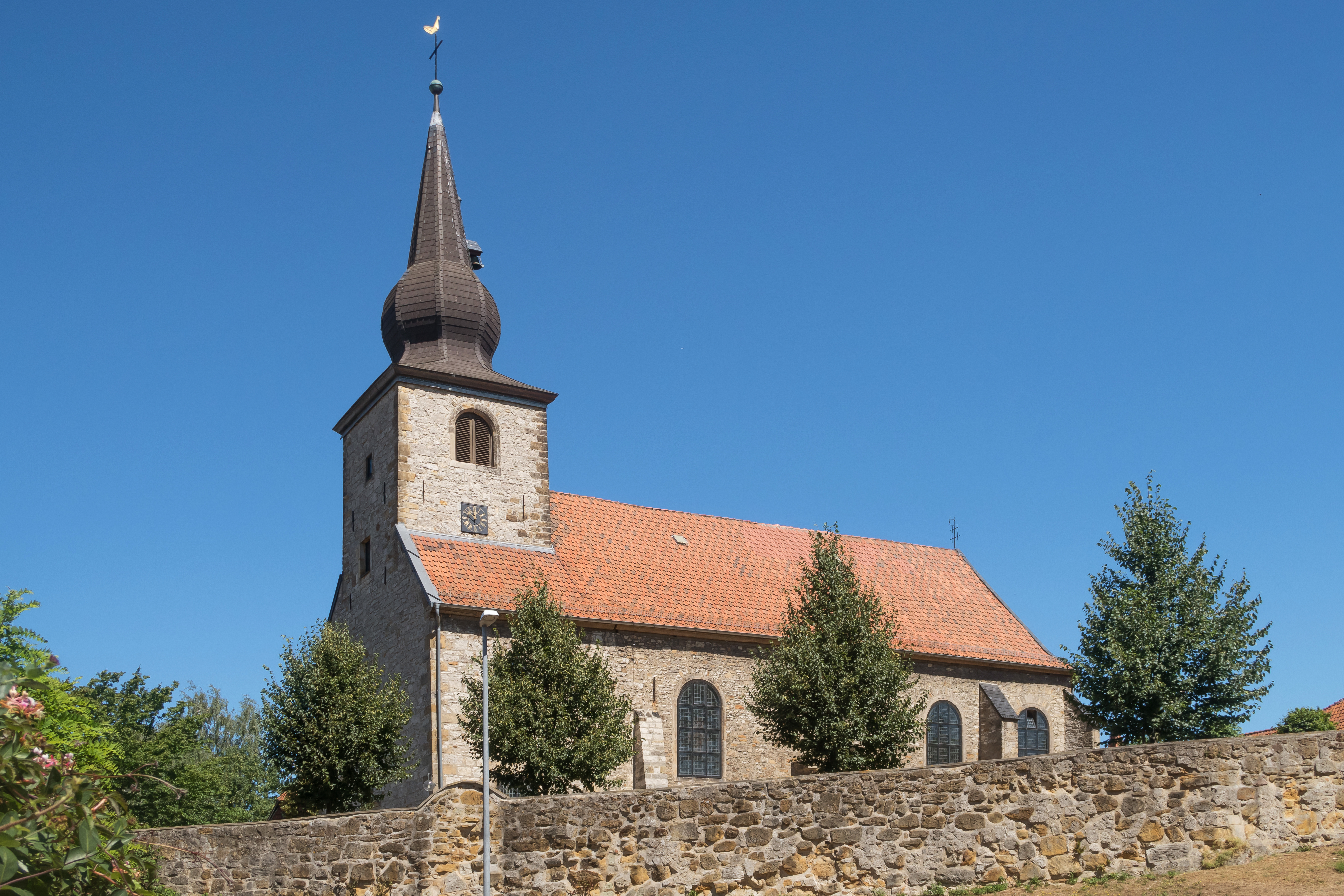
St. Pankratius

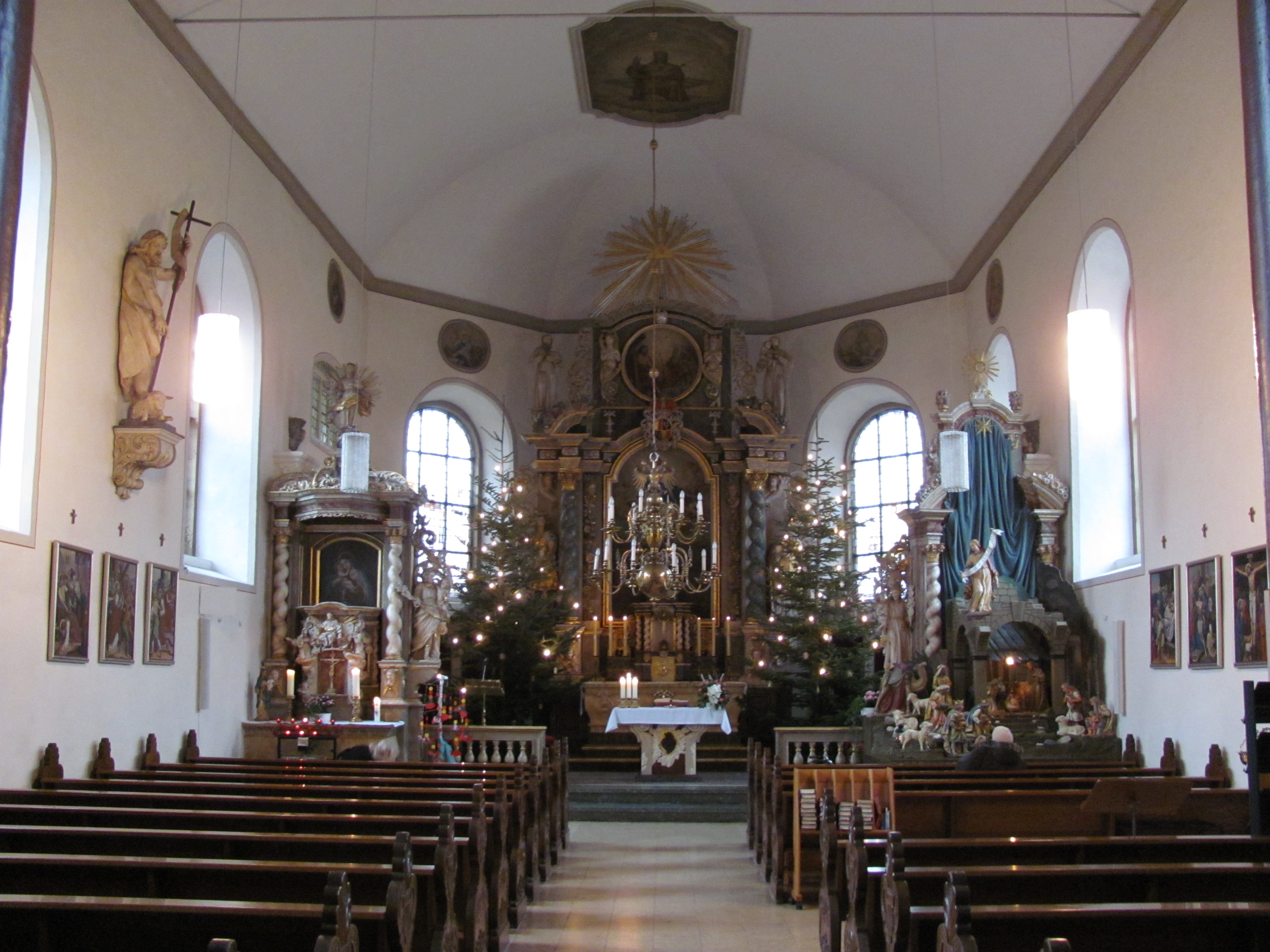
Innenansicht

St. Pankratius ist eine römisch-katholische Kirche im Ortsteil Groß Förste der Gemeinde Giesen im Landkreis Hildesheim von Niedersachsen. Die Kirchengemeinde gehört zur Pfarrei St. Vitus in Giesen im Dekanat Borsum-Sarstedt des Bistums Hildesheim.

## Beschreibung
Die längsrechteckige Saalkirche aus Bruchsteinen wurde 1698 von Jobst Edmund von Brabeck geweiht. Die Wände des Kirchenschiffs und des Chors werden von Strebepfeilern gestützt, zwischen denen sich Bogenfenster befinden. Aus dem Satteldach erhebt sich ein Dachturm, in dessen Glockenstube eine Kirchenglocke aus Bronze hängt.  Bedeckt ist der Turm mit einem Helm, der aus einer achtseitigen zwiebelartigen schiefergedeckten Haube besteht, die in einem spitzen Zeltdach ausläuft. Der Chor hat einen dreiseitigen Abschluss. An der Südseite befindet sich zwischen zwei Bogenfenstern und unter einem Ochsenauge das Portal. Die Sakristei ist an der Nordseite. 
Der Innenraum ist mit einem Spiegelgewölbe überspannt. Die Kirchenausstattung stammt überwiegend aus der Erbauungszeit. Die Orgel wurde 1709 von Johann Matthias Naumann mit 14 Registern, verteilt auf ein Manual und ein Pedal, gebaut. Sie wurde mehrfach erweitert bzw. umgebaut. 2003 erfolgte ein technischer Neubau auf zwei Manualen durch die Gebrüder Hillebrand hinter dem historischen Prospekt unter Einbeziehung der erhaltenen Manual-Register von Naumann und eine Restaurierung. Die Disposition lautet seitdem wie folgt:
| I Hauptwerk C–c3 |    |
| Prinzipal        | 8′ |
| Gedackt          | 8′ |
| Oktave           | 4′ |
| Flöte            | 4′ |
| Quinte           | 3′ |
| Sesquialter II   |    |
| Mixtur IV        |    |
| Trompete         | 8′ |

| II Oberwerk C–c3 |    |
| Fernflöte        | 8′ |
| Rohrflöte        | 8′ |
| Hohlflöte        | 4′ |
| Oktave           | 4′ |
| Flachflöte       | 2′ |

| Pedal C–c1 |     |
| Subbass    | 16′ |
| Oktave     | 8′  |
| Oktave     | 4′  |
| Posaune    | 16′ |

- Koppeln: I/P
- Tremulant, Zimbelstern